# شولوکتو
شولوکتو (به لاتین: Sholoktu) یک منطقهٔ مسکونی در افغانستان است که در ولایت بغلان واقع شده‌است.